# براء مرعی
براء مرعی (عربی: براء سامی موسی مرعی؛ زادهٔ ۱۳ آوریل ۱۹۹۴) بازیکن فوتبال اهل اردن است.
از باشگاه‌هایی که در آن بازی کرده‌است می‌توان به باشگاه فوتبال الشباب اردن اشاره کرد.
وی همچنین در تیم‌های ملی فوتبال زیر ۲۳ سال اردن و اردن بازی کرده‌است.